# Natapohn Tameeruks
Natapohn Tameeruks (tiếng Thái: ณฐพร เตมีรักษ์, phiên âm: Na-tha-pon Te-mi-rác, sinh ngày 06 tháng 02 năm 1989) còn có nghệ danh là Taew (แต้ว), là một nữ diễn viên và người mẫu người Thái Lan trực thuộc Channel 3. Cô được biết đến qua các vai diễn trong Ngọn lửa kiêu hãnh (2011), Kỹ sư Rachanon (2013), Ánh dương tình yêu (2014), Ngọn gió tình yêu (2015), Nữ thần rắn (2016), Một mảnh đất, một bầu trời (2018), Trò chơi tình ái (2018)...

## Tiểu sử và học vấn
Teaw là con gái thứ hai của Đại tướng không quân Narong Tameeruks và bà Roungthong Tameeruks, bố cô là người Môn.
Từ nhỏ đến lớn, Taew luôn nổi tiếng với thành tích học tập xuất sắc. Bố mẹ cô rất chú tâm trong việc dạy dỗ cô, từ nhỏ đã cho Taew theo học các loại nhạc cụ truyền thống Thái Lan, cô chơi giỏi các loại nhạc cụ như jakay, pin, piano, violin. Cô còn có nhiều sở thích khác như cưỡi ngựa, Muay Thái, khiêu vũ, học ngoại ngữ.
Taew là sinh viên xuất sắc của trường Đại học Chulalongkorn, cô tốt nghiệp với thành tích Á khoa - Khoa Kiến trúc. Trong thời gian theo học tại trường, Taew là người được yêu thích thứ hai. Cô còn là thành viên của CU Coronet 66 - đảm nhận vị trí tay trống cổ động cho cuộc thi đấu bóng đá truyền thống giữa trường Đại học Chulalongkorn và Đại học Thammasat lần thứ 66, đồng thời nhận được giải "Crow".

## Sự nghiệp
Năm 17 tuổi, Taew cùng với Lưu Diệc Phi và Dịch Kiện Liên quay quảng cáo sữa chua Yili.
Trước khi gia nhập làng giải trí, Taew đã quay rất nhiều quảng cáo (trong đó bao gồm quảng cáo sữa chua Yili, Olay, Pantene,...). Cô còn quay nhiều MV, đồng thời đóng vai khách mời trong phim điện ảnh Dorm, đảm nhận phát thanh viên đài CH7, sau cùng cô quyết định kí hợp đồng với đài CH3. Sau khi chính thức kí hợp đồng với đài, trải qua nhiều vòng sơ khảo Taew được tuyển chọn vào nhóm diễn viên trẻ "Power 3 Club", đồng thời đảm nhận vai chính đầu tiên trong phim truyền hình Naruk (Dễ thương).
Năm 2009, cô tham gia bộ phim Dong Poo Dee (Số phận nghiệt ngã), nhờ vai diễn này cô được đề cử "Nữ diễn viên chính xuất sắc nhất" tại giải "TV Gold Award" lần thứ 24.
Năm 2013, Taew tham gia series Quý ông nhà Jutathep - dự án nhân kỷ niệm 43 năm thành lập đài CH3. Cô đảm nhận vai nữ chính trong phần Kỹ sư Rachanon cùng nam diễn viên Bomb Tanin Manoonsilp. Để phù hợp vai diễn của phim, cô không chỉ để mặt mộc diễn xuất mà còn cố ý làm đen da thêm, đồng thời sử dụng tiếng địa phương ở miền Đông Bắc trong phim, sau khi phát sóng bộ phim nhận được hưởng ứng nhiệt liệt, tỷ suất người xem đài xếp thứ hai trong số các bộ phim chiếu trong năm của đài CH3. Cùng năm, Taew làm đại sứ quảng cáo cho nhãn hiệu dầu gội Parrot old và mỹ phẩm Avon, đồng thời lần đầu tiên mẹ Taew quay TVC, làm đại sứ quảng cáo cho Ovaltine Soy, năm đó tổng cộng cô chụp 25 tạp chí ảnh bìa.
Năm 2014, cô tham gia 2 phần của bộ phim Ánh dương tình yêu cùng với Mario Maurer, Nadech Kugimiya và Urassaya Sperbund. Cô làm đại sứ quảng cáo cho nhãn hiệu Watsons, dầu gội Wella Sp, thẩm mỹ viện Rajdhevee Clinic và thực phẩm dinh dưỡng Bshine. Cuối năm, Taew lần đầu tiên xuất hiện trên ảnh bìa tạp chí Marie Claire - một trong năm tạp chí thời trang lớn nhất Thái Lan.
Năm 2015, Taew tham gia bộ phim Ngọn gió tình yêu với Nadech Kugimiya và series Mafia Huyết long - phần 4: Tê giác, với vai diễn này cô được đề cử "Nữ diễn viên chính xuất sắc" tại giải "Siam Dara Awards 2016". Đồng thời cô cũng làm đại sứ quảng cáo cho sữa bò của F&N Magnolia Ginkgo Plus.
Năm 2016, cô tham gia bộ phim cổ trang nổi tiếng Nakee (Nữ thần rắn) với Phupoom Pongpanu. Lần đầu tiên Taew thử sức đóng ba hình tượng nhân vật: một người phàm trần xinh đẹp, nữ thần rắn cao quý va một con ma rắn xấu xí. Cũng giống như bộ phim Kỹ sư Rachanon, cô tiếp tục sử dụng tiếng địa phương ở miền Đông Bắc. Sau khi phim phát sóng đã xác nhận kỷ lục tỷ suất người xem ngày đầu phát sóng cao nhất. Tuy rằng bộ phim ngừng phát sóng một thời gian (quốc tang đức vua Rama IX băng hà), nhưng khi phát sóng trở lại tỷ suất người xem vẫn tiếp tục cao, đến tập cuối lên đến 17.3% - trở thành một trong những bộ phim có tỷ suất người xem cao nhất từ 2014 đến nay. Tỷ suất trung bình phim đạt 10.93%, vượt qua đài CH7 trong lịch sử phim truyền hình Thái Lan. Số lượt xem trên Youtube đã vượt 290 triệu lượt, đứng thứ 5 số lượt xem các video Thái Lan năm 2016. Taew được đề cử "Nữ diễn viên xuất sắc nhất" và "Nữ diễn viên được yêu thích nhất" tại giải "Kom Chad Luek Awards", được đề cử "Nữ diễn viên chính xuất sắc nhất" tại giải "Daradaily The Great Awards" và giải "Hot Girl" của năm 2016, đồng thời được đề cử bốn hạng mục tại giải "Kazz Awards". Bộ phim còn giành giải thưởng "Phim truyền hình nước ngoài xuất sắc nhất" tại giải "International Drama Festival" tại Tokyo, Nhật Bản. Ngoài ra, Taew còn là đại sứ nhãn hàng Shiseido, người phát ngôn AIS, đại sứ xe Toyota và hợp tác với nhãn hiệu thời trang WakingBee - tung ra mẫu sản phẩm WakingBee X Taew do cô tự tay thiết kế và làm đại sứ cho nhãn hiệu. Chính nhờ sự thành công lớn của bộ phim, nhà sản xuất đã quyết định thực hiện phần 2 của phim nhưng được lên màn ảnh rộng năm 2018.
Năm 2017, cô tham gia bộ phim Chuyện tình bậc đế vương với Prin Suparat.
Năm 2018, Taew tham gia hai bộ phim cùng với Jirayu Tangsrisuk. Trong đó, phim Một mảnh đất, một bầu trời được phát sóng ngay sau khi bộ phim Ngược dòng thời gian để yêu anh kết thúc. Sau khi bộ phim cổ trang kết thúc, đài CH3 tiếp tục chiếu phiên bản hiện đại của cặp đôi qua phim Trò chơi tình ái. Họ trở thành cặp koojin tiếp theo của nhà đài. Hai bộ phim đều đạt sức hút không chỉ trên mạng xã hội mà còn lan tỏa mạnh trên khắp châu Á và đều nằm trong top 10 bộ phim Thái Lan được tìm kiếm nhiều nhất trên mạng.
Năm 2020, Taew tái hợp với Jirayu Tangsrisuk trong phim Chiêu trò nguyên thủy.
Năm 2021, cô tái hợp với Prin Suparat trong phim Trò chơi săn lùng kẻ ác.

## Đời tư
Taew từng có mối tình với bạn trai ngoài ngành giải trí Ton Arch Lhaisakul. Sau 14 năm, ngày 27/4/2020, Taew xác nhận cả hai chia tay và giữ mối quan hệ bạn bè.
Ngày 1/7/2020, bố của Taew đã mất sau tai nạn cách đó ba tuần. Đám tang được tổ chức nhiều ngày cùng với sự hỗ trợ của Ton Arch, Toey Jarinporn, James Jirayu, Mew Nittha, Mint Chalida trong suốt những ngày tang lễ, khách viếng là các diễn viên đài CH3 và nhà sản xuất. Ngày 13 tháng 07, làm lễ động quan và hỏa táng bố của Taew an nghỉ.
Ngày 29/7/2020, Taew lần đầu công khai bạn trai mới - hiso Pranai Phornprapha trong một buổi tiệc của nhóm bạn thân Furby của cô. Hiso Pranai cũng là người đã túc trực trong suốt tang lễ của bố Taew. Ngày 13/11/2020, Taew thừa nhận mối quan hệ hẹn hò với hiso Pranai Phornprapha (một trong ba người thừa kế Siam Motor Group).

## Các phim đã tham gia

### Phim điện ảnh
| Năm  | Tên gốc        | Tên tiếng Việt | Vai                     | Đóng với         |
| ---- | -------------- | -------------- | ----------------------- | ---------------- |
| 2018 | Nakee 2        | Nữ thần rắn 2  | Kumkaew / Jao Mae Nakee | Phupoom Pongpanu |
| 2022 | Six Characters | Sáu nhân vật   | Namfah Daranee          |                  |

### Phim truyền hình
| Năm  | Tên gốc                                | Tên tiếng Việt                            | Vai                                                  | Đóng với                                       | Đài |
| ---- | -------------------------------------- | ----------------------------------------- | ---------------------------------------------------- | ---------------------------------------------- | --- |
| 2006 | Naruk                                  | Dễ thương                                 | Naruk                                                | Karin Satayu                                   | CH3 |
| 2008 | Prik Tai Gub Bai Kao                   |                                           | Karntisa "Prik Tai"                                  | Nattarat Morris                                | CH3 |
| 2008 | Sood Tae Jai Ja Kwai Kwa               | Càng xa trái tim càng gần nhau            | Wan Sawang / "Sawang"                                | Alexander Rendell                              | CH3 |
| 2009 | Dong Poo Dee                           | Số phận nghiệt ngã                        | Kom Rattanadechakorn / Kom Roongprai                 | Krissada Pornweroj                             | CH3 |
| 2009 | Hua Jai Song Park                      | Trái tim chia đôi                         | Tawanchai Ussawarit / Sunny                          | Thrisadee Sahawong                             | CH3 |
| 2010 | Songkran Hang Kwarm Ruk                | Lễ hội của tình yêu                       | Nam                                                  | Pasut Banyam                                   | CH3 |
| 2010 | Pieng Jai Tee Pook Pun                 | Sự gắn kết của trái tim                   | Mook / Mook Pisoot Yao                               | Atichart Chumnanon                             | CH3 |
| 2011 | Plerng Torranong                       | Ngọn lửa kiêu hãnh                        | Chollada "Nam Fon"                                   | Mario Maurer                                   | CH3 |
| 2012 | Phu Pha Prai Mai                       | Ghen thù ghen hận                         | Praimai Kulnanwong / Prai Mai                        | Thrisadee Sahawong                             | CH3 |
| 2012 | Tawan Chai Nai Marn Mak                | Hòn đảo dấu yêu                           | Tawanchai / "San"                                    | Pakorn Chatborirak                             | CH3 |
| 2013 | Khun Chai Rachanon                     | Kỹ sư Rachanon                            | Công chúa Soifah của Viangphukham                    | Tanin Manoonsilp (Series Quý ông nhà Jutathep) | CH3 |
| 2013 | Khun Chai Ronapee                      | Ảo vọng giàu sang                         | Soifah Juthathep Na Ayutthaya "Soi"                  | Tanin Manoonsilp (Series Quý ông nhà Jutathep) | CH3 |
| 2014 | Wiang Roy Dao                          | Hồn ma cung điện                          | Roy Dao / Meda Badinthorn                            | Krissada Pornweroj                             | CH3 |
| 2014 | The Rising Sun: Roy Ruk Hak Liam Tawan | Ánh dương tình yêu 1: Tình cuối chân trời | Praewdao / Seiko                                     | Mario Maurer                                   | CH3 |
| 2014 | The Rising Sun: Roy Fun Tawan Duerd    | Ánh dương tình yêu 2: Giấc mộng ban mai   | Praewdao / Seiko                                     | Mario Maurer                                   | CH3 |
| 2015 | Lom Sorn Ruk                           | Ngọn gió tình yêu                         | Pattharin Sukonthakarn / Pattharin Phanuwat "Pat"    | Nadech Kugimiya                                | CH3 |
| 2015 | Mafia Luerd Mungkorn: Raed             | Mafia huyết long: Tê giác                 | Pantheeraa / "Pan"                                   | Andrew Gregson                                 | CH3 |
| 2016 | Nakee                                  | Nữ thần rắn                               | Kumkaew / Jao Mae Nakee                              | Phupoom Pongpanu                               | CH3 |
| 2017 | Rak Nakara                             | Chuyện tình bậc đế vương                  | Công chúa Man Muang                                  | Prin Suparat                                   | CH3 |
| 2018 | Nueng Dao Fah Diew                     | Một mảnh đất, một bầu trời                | Mang Mao                                             | Jirayu Tangsrisuk                              | CH3 |
| 2018 | Game Sanaeha                           | Trò chơi tình ái                          | Muanchanok "Nok" Watcharamporn                       | Jirayu Tangsrisuk                              | CH3 |
| 2019 | Ruk Jung Aoey                          | Yêu quá trời                              | Pailin / Aoey                                        | Chantavit Dhanasevi                            | CH3 |
| 2020 | Leh Bunpakarn                          | Chiêu trò nguyên thủy                     | Sitang Chullapak (Tuanai) / Duangkae / Sasina Arunna | Jirayu Tangsrisuk                              | CH3 |
| 2021 | Game Lah Torrachon                     | Trò chơi săn lùng kẻ ác                   | Janenaree                                            | Prin Suparat                                   | CH3 |
| 2023 | Kaen                                   | Hận thù                                   | Mueanphrae                                           | Naphat Siangsomboon                            | CH3 |
| 2024 | Kissed by the Rain                     | Vạt mưa lấp lánh                          | "Fon" Plaifon Phosuwan                               | Mario Maurer                                   | CH3 |

## Âm nhạc

### Ca khúc / Nhạc phim
| Năm  | Tên bài hát                                   | Với                                                      | Ghi chú                            |
| ---- | --------------------------------------------- | -------------------------------------------------------- | ---------------------------------- |
| 2015 | "ลมซ่อนรัก" (Wind Hidden Love)                  |                                                          | Nhạc phim Ngọn gió tình yêu        |
| 2016 | "Happy Birthday Channel 3"                    | Phupoom Pongpanu                                         | Kỷ niệm 46 năm đài CH3             |
| 2017 | "เพลงกล่อมเด็กเหนือ" (Northern Lullaby)          |                                                          | Nhạc phim Chuyện tình bậc đế vương |
| 2019 | "ซ่อน" (Hide)                                  |                                                          | Nhạc phim Yêu quá trời             |
| 2019 | "ขวัญใจบ้านนา" (Beloved by The Farmhouse)       | Chantavit Dhanasevi, Kong Sarawit, Prim Prima, Por Unnop | Nhạc phim Yêu quá trời             |
| 2019 | "คิดถึงเท่าไหร่" (How Much Miss)                  | Two Popetorn                                             | Album Gravity                      |
| 2020 | "ให้ฉันรักเธออีกครั้ง" (Let Me Love You Once Again) | Jirayu Tangsrisuk                                        | Nhạc phim Chiêu trò nguyên thủy    |

### Xuất hiện trong MV
| Năm  | Tên bài hát                                                      | Ca sĩ thể hiện                                                    | Ghi chú                |
| ---- | ---------------------------------------------------------------- | ----------------------------------------------------------------- | ---------------------- |
| 2004 | "ที่ปรึกษา" (Consultants)                                           | Pod Duang                                                         |                        |
| 2004 | "ความรู้สึกของคนหมดใจ" (The Feelings of Those Who Don't Have Heart) | ZHEEZ                                                             |                        |
| 2011 | "ฝากข้อความถึงดวงดาว" (Leave a Message to The Stars)               | Tae Witsarat                                                      |                        |
| 2015 | "มันเป็นใคร" (Who is it / Alright)                                 | POLYCAT                                                           |                        |
| 2015 | "มัดใจ" (Bind the Heart)                                          | Mutmee Pimdao                                                     |                        |
| 2016 | "Happy Birthday Channel 3"                                       | Taew với Phupoom Pongpanu                                         | Kỷ niệm 46 năm đài CH3 |
| 2016 | "อาจจะเป็นเธอ" (May be You)                                       | KLEAR ft. POLYCAT                                                 |                        |
| 2019 | "ซ่อน" (Hide)                                                     | Taew Natapohn                                                     | Nhạc phim Yêu quá trời |
| 2019 | "ขวัญใจบ้านนา" (Beloved by The Farmhouse)                          | Taew với Chantavit Dhanasevi, Kong Sarawit, Prim Prima, Por Unnop | Nhạc phim Yêu quá trời |
| 2019 | "คิดถึงเท่าไหร่" (How Much Miss)                                     | Taew với Two Popetorn                                             | Album Gravity          |
| 2019 | "ลูกชิ้น" (Meat Ball)                                               | Yong Armchair                                                     |                        |
| 2020 | "ก้มต่ำ" (Explicit)                                                | MINDSET                                                           |                        |
| 2022 | "BABYBOO"                                                        | Taew ft. GAVIN.D                                                  |                        |

### Concert
| Năm  | Concert                                       | Ghi chú            |
| ---- | --------------------------------------------- | ------------------ |
| 2017 | LOVE IS IN THE AIR: Channel 3 Charity Concert |                    |
| 2018 | BABB BIRD BIRD SHOW #11-2018: DREAM JOURNEY   | Khách mời đặc biệt |
| 2019 | The Return Of BBB #11 (Restage)               | Khách mời đặc biệt |

## Giải thưởng và đề cử
| Năm  | Giải thưởng                    | Hạng mục                                           | Tác phẩm được đề cử                         | Kết quả   |
| ---- | ------------------------------ | -------------------------------------------------- | ------------------------------------------- | --------- |
| 2008 | TV3 Fan Club Star Award        | Female Rising Star                                 | Càng xa trái tim càng gần nhau              | Đoạt giải |
| 2010 | 24th Golden TV Awards          | Best Actress in a Leading Role                     | Số phận nghiệt ngã                          | Đề cử     |
| 2014 | 28th Golden TV Awards          | Best Actress in a Leading Role                     | Kỹ sư Rachanon                              | Đoạt giải |
| 2014 | 11th Kom Chad Luek Awards      | Best Actress                                       | Kỹ sư Rachanon                              | Đoạt giải |
| 2014 | 5th Nataraj Awards             | Best Actress                                       | Kỹ sư Rachanon                              | Đề cử     |
| 2014 | 5th Nataraj Awards             | Best Team                                          | Kỹ sư Rachanon                              | Đề cử     |
| 2014 | 7th Siam Dara Star Awards      | Beautiful Female Star Award                        | —                                           | Đoạt giải |
| 2014 | HAMBURGER Best Cover Ever      | Person of the Year From The Cover                  | —                                           | Đoạt giải |
| 2014 | Seesan Bunturng Awards         | Charming Female of the Year with Urassaya Sperbund | Tình cuối chân trời                         | Đoạt giải |
| 2015 | 9th Kazz Awards                | Popular Female Star                                | —                                           | Đoạt giải |
| 2015 | 8th Siam Dara Star Awards      | Best Female Lead                                   | Ngọn gió tình yêu                           | Đề cử     |
| 2015 | 8th Siam Dara Star Awards      | Popular Vote                                       | —                                           | Đề cử     |
| 2015 | 5th Daradaily The Great Awards | Best Actress in a Leading Role                     | Ngọn gió tình yêu                           | Đề cử     |
| 2015 | 30th Golden TV Awards          | Best Actress in a Leading Role                     | Ngọn gió tình yêu                           | Đề cử     |
| 2017 | 31st Golden TV Awards          | Best Actress in a Leading Role                     | Nữ thần rắn                                 | Đoạt giải |
| 2017 | 6th Daradaily The Great Awards | Hot Girl of the Year                               | —                                           | Đề cử     |
| 2017 | 6th Daradaily The Great Awards | Best Actress in a Leading Role                     | Nữ thần rắn                                 | Đề cử     |
| 2017 | 5th Howe Awards                | Shining Star                                       | Nữ thần rắn                                 | Đoạt giải |
| 2017 | 7th Mthai Top-Talk Awards      | Top Talk-About Actress                             | Nữ thần rắn                                 | Đoạt giải |
| 2017 | 11th Kazz Awards               | Top Girl of the Year                               | —                                           | Đoạt giải |
| 2017 | 11th Kazz Awards               | Best Actress of the Year                           | Nữ thần rắn                                 | Đoạt giải |
| 2017 | 10th Nine Entertain Awards     | Best Actress                                       | Nữ thần rắn                                 | Đoạt giải |
| 2017 | 14th Kom Chad Luek Awards      | Best Actress                                       | Nữ thần rắn                                 | Đề cử     |
| 2017 | 8th Nataraj Awards             | Best Actress                                       | Nữ thần rắn                                 | Đoạt giải |
| 2017 | 8th Nataraj Awards             | Best Team                                          | Nữ thần rắn                                 | Đoạt giải |
| 2018 | Seesan Bunturng Awards         | Best Actress                                       | Chuyện tình bậc đế vương                    | Đoạt giải |
| 2018 | 32nd Golden TV Awards          | Best Actress in a Leading Role                     | Chuyện tình bậc đế vương                    | Đề cử     |
| 2018 | 12th Kazz Awards               | Superstar Award (Female)                           | —                                           | Đoạt giải |
| 2018 | 11th Nine Entertain Awards     | Public Favorite                                    | —                                           | Đề cử     |
| 2018 | 9th Nataraj Awards             | Best Actress                                       | Chuyện tình bậc đế vương                    | Đề cử     |
| 2018 | 1st White TV Awards            | Outstanding Female Lead Actress                    | Một mảnh đất, một bầu trời                  | Đề cử     |
| 2019 | 33rd Golden TV Awards          | Best Actress in a Leading Role                     | Một mảnh đất, một bầu trời                  | Đề cử     |
| 2019 | 33rd Golden TV Awards          | Best Actress                                       | Trò chơi tình ái Một mảnh đất, một bầu trời | Đoạt giải |
| 2019 | 7th Howe Awards                | Best Actress Award                                 | Trò chơi tình ái Một mảnh đất, một bầu trời | Đoạt giải |
| 2019 | 15th Kom Chad Luek Awards      | Popular Actress                                    | Trò chơi tình ái Một mảnh đất, một bầu trời | Đề cử     |
| 2019 | 9th Mthai Top-Talk Awards      | Top Talk-About Actress                             | Trò chơi tình ái                            | Đề cử     |
| 2019 | 12th Nine Entertain Awards     | Best Actress                                       | Trò chơi tình ái Một mảnh đất, một bầu trời | Đề cử     |
| 2019 | KAZZ Awards                    | Best Couple with Jirayu Tangsrisuk                 | —                                           | Đề cử     |
| 2020 | Thai Crazy Awards              | Best Couple Award with Jirayu Tangsrisuk           | —                                           | Đoạt giải |